# Шайла Стайлз
Ша́йла Стайлз (англ. Shyla Stylez), при народженні Ама́нда Фрі́дленд (англ. Amanda Friedland); нар. 23 вересня 1982, Армстронг, Британська Колумбія, Канада — 9 листопада 2017) — канадська порноакторка.

## Біографія
23 жовтня 2002 року одружилася з Бобом Фрідландом, режисером порностудії «Jill Kelly Productions», 2003 року пара розлучилася.
2007 року в Лос-Анжелесі взяла участь в TV-шоу Un-Wired TV.
Шайла Стайлз працювала також на сайті «Brazzers».
9 листопада 2017 року 35-річну Стайлз знайшли непритомною в ліжку в будинку її матері в Армстронгу. Незабаром після цього вона була оголошена мертвою.

## Нагороди та номінації
- 2003 AVN Award номінація — Best New Starlet[10]
- 2007 XRCO Award номінація — Best Cumback[11]
- 2007 AVN Award номінація — Best All-Girl Sex Scene, Video — Girlvana 2, Zero Tolerance Entertainment with Sammie Rhodes and Jenaveve Jolie[12]
- 2008 AVN Award номінація — Best Supporting Actress, Video — Coming Home, Wicked Pictures[13]
- 2008 AVN Award номінація — Best Interactive DVD — My Plaything: Shyla Stylez, Digital Sin[13]
- 2009 AVN Award номінація — Best Tease Performance — Curvy Girls[14]
- 2009 AVN Award номінація — Best POV Sex Scene — Full Streams Ahead[14]
- 2009 AVN Award номінація — Best Group Sex Scene — Pirates II[14]
- 2010 AVN Award номінація — Best POV Sex Scene — Jack's POV 12[15]
- 2011 Urban X Awards — включена до зали слави[16]